# Léopold Héder
Pour les articles homonymes, voir Heder (homonymie).
Léopold Héder, né le 16 août 1918 à Cayenne (Guyane) et mort le 9 juin 1978 à Cambo-les-Bains (Pyrénées-Atlantiques), est un homme politique français.

## Biographie
Il devient député de la Guyane en 1962 par suite du décès de Justin Catayée. Maire de Cayenne de 1965 jusqu'à sa mort en 1978, et président du conseil général de la Guyane de 1970 à 73. Il est élu sénateur socialiste le 26 septembre 1971 et membre de la commission des lois. Il œuvra pour l'obtention des allocations familiales dans les DOM, de façon identique à la métropole.
Léopold Héder meurt le 9 juin 1978 à l'âge de 59 ans.
Sa femme, Nicette Héder, est élue le 9 juillet 1978 au conseil municipal de Cayenne.